# Saint-Maurice-Montcouronne
Saint-Maurice-Montcouronne település Franciaországban, Essonne megyében. Lakosainak száma 1540 fő (2022. január 1.). Saint-Maurice-Montcouronne Courson-Monteloup, Breuillet, Bruyères-le-Châtel, Fontenay-lès-Briis, Saint-Chéron, Le Val-Saint-Germain és Vaugrigneuse községekkel határos.

## Népesség
A település népessége az elmúlt években az alábbi módon változott:
| Lakosok száma | 1596 | 1582 | 1608 | 1564 | 1555 | 1544 | 1540 | 1536 | 1540 |
|               | 2013 | 2015 | 2016 | 2017 | 2018 | 2019 | 2020 | 2021 | 2022 |